# گندانبار

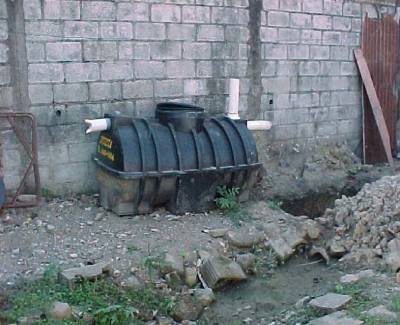
یک گندانبار یا انبار فاضلاب پیش از نصب

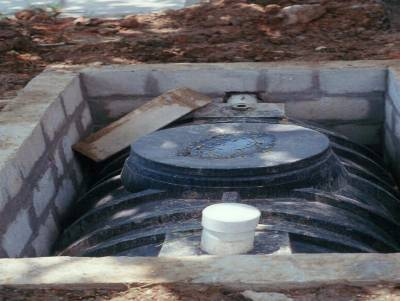
همان انبار فاضلاب نصب‌شده به صورت نیمه‌کاره

الگوی چاه مستراح

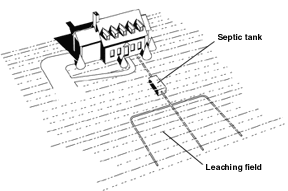
انبار فاضلاب و میدان تخلیه فاضلاب

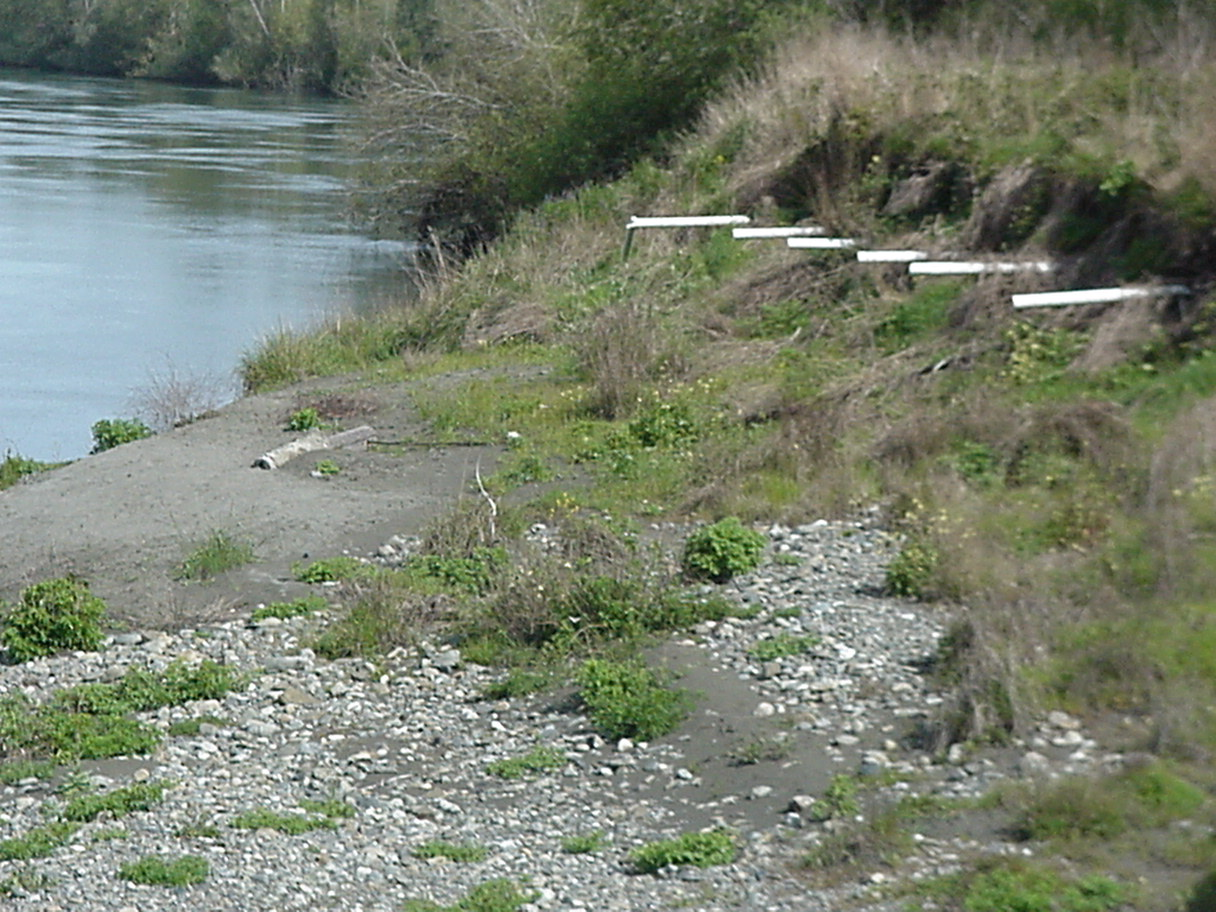
لوله‌های میدان تخلیه فاضلاب پس از سیل که زمین را شسته است افشا شده

گندانبار یا انبار فاضلاب خانگی، در ایران نیز به صورت گندانبار شناخته می‌شود؛ یکی از اجزای کلیدی سیستم فاضلاب است که شبیه یک دستگاه تصفیه فاضلاب کوچک کار می‌کند. از گندانبار بیشتر در جاهایی که لوله‌کشی فاضلاب، وجود ندارد استفاده می‌شود. دستورالعملها و قوانین مربوط به اجزای دیگر سیستم فاضلاب شخصی اصولاً توسط شوراهای محلی مشخص می‌گردد. این اجزا به صورت انتخابی می‌توانند شامل پمپها، دستگاه‌های هشداردهنده، تصفیه کننده یا فیلترهای ماسه‌ای، دفع کننده‌های مایه پساب به معنی میدان تخلیه فاضلاب، حوضچه‌ها، و گیاهان تصفیه‌کننده توسط الیاف طبیعی مثل کرت یا باغچه خزه تورب باشند.
انبار فاضلاب اصولاً هر سه یا چهار سال یکبار باید تخلیه گردد یا از روش‌های بازیافت برای استفاده بهینه از آب موجود در آن استفاده گردد.
اصطلاح «گند» اشاره به هضم بی هوازی باکتریایی است که در محیط درون انبار (مخزن) اتفاق می‌افتد که باعث تجزیه پسماند درون انبار می‌شود.
در آمریکای شمالی حدود ۲۵ درصد جمعیت از گندانبار استفاده می‌کنند که بیشتر شامل مناطق روستایی و بعضی شهرهای کوچک است.
در مناطق اطراف ایندیاناپولیس هنوز از گندانبار استفاده می‌شود. در اروپا معمولاً از گندانبارها فقط در بعضی مناطق روستایی استفاده می‌شود.

## بازیافت فاضلاب
از روش‌های ساده‌ای برای بازاستفاده آب فاضلاب برای استفاده در باغچه‌های خانگی و کشاورزی استفاده می‌شود. از جمله می‌توان به استفاده از فیلترهای ماسه‌ای اشاره نمود در این روش، مایع داخل انبار را بصورتی که نه مواد چرب و روغنی روی سطح فاضلاب و نه مواد رسوب شده کف انبار را شامل شود از طریق لوله‌ای از مخزن دیگری که از ماسه پرشده، عبور داده و سپس توسط پمپ آب آن را به سطح زمین پمپاژ کرده و مورد استفاده قرار می‌دهند.
هم‌چنین فیلترهای مخصوصی برای این مورد به صورت تجاری موجود می‌باشند.
در روشی دیگر، گیاهان با ریشه‌های بسیار کوتاه مانند چمن و سبزیجات ساده را روی میدان تخلیه فاضلاب (شکل پایین) می‌کارند. در این روش آب فاضلاب که از انبار به لوله‌های میدان تخلیه منتقل شده‌اند سریعتر جذب خاک و گیاهان شده و بخار می‌شوند. در نتیجه، آب فاضلاب موجود در انبار فاضلاب، بهتر تخلیه می‌گردد.
با این روش نه تنها در استفاده از آب موجود، روش بهینه‌ای مورد استفاده قرار گرفته است، بلکه هزینه استفاده از آب، و تخلیه انبار فاضلاب نیز صرفه جویی می‌شود.

## مشکلات محیط زیستی

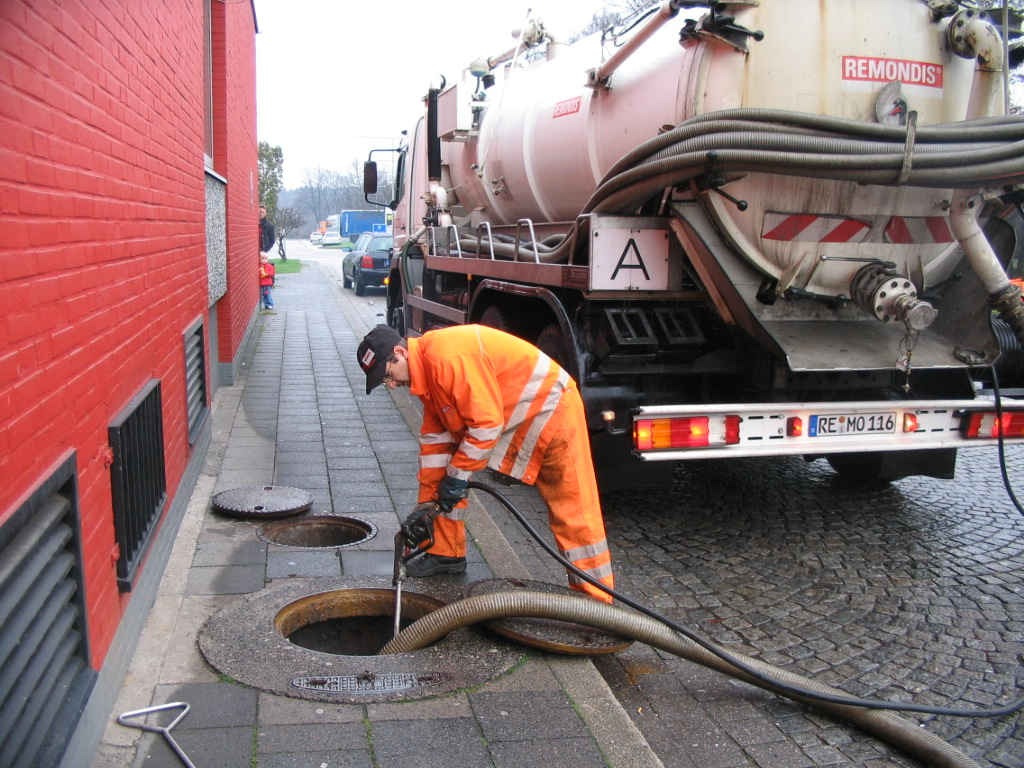
تخلیه مخزن پر از فاضلاب توسط کامیون وکیوم

در حالیکه نصب و نگهداری صحیح انبار فاضلاب هیچ مشکل محیط زیستی بیشتری نسبت به سیستم فاضلاب شهری ایجاد نمی‌کند، نصب غیراصولی آن می‌تواند مشکلات خاصی را ایجاد نماید.
برخی از آلوده کننده‌ها، خصوصاً سولفات، در شرایط غیرهوازی داخل انبار فاضلاب، به سولفید هیدروژن که گازی بی‌رنگ، سمی و آتشگیر با بوی نافذ تخم مرغ فاسد می‌باشد تبدیل می‌شود. همچنین متان گاز بالقوه گلخانه‌ای محصول دیگری است که از فاضلاب متصاعد می‌گردد. نیترات و ترکیبات نیترو به آمونیاک که گازی بی‌رنگ، با مزهٔ فوق‌العاده تند و زننده که اشک‌آور و خفه‌کننده است تبدیل می‌گردد؛ و نهایتاً به خاطر شرایط غیرهوازی داخل انبار تخمیر باعث تولید کربن دی‌اکسید و متان می‌گردد.